# Straßenradsport-Weltmeisterschaften 1967

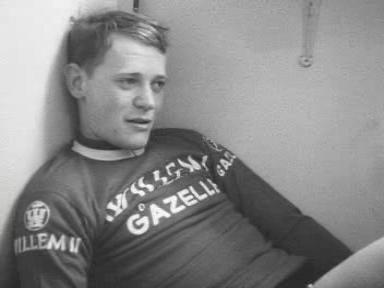
Der 20-jährige René Pijnen (hier 1969) wurde Dritter im Straßenrennen der Amateure.

Die Straßenradsport-Weltmeisterschaften 1967 fanden vom 31. August bis 3. September im niederländischen Heerlen statt.

## Renngeschehen
Die Einzelrennen führten über einen Rundkurs von 13,259 Kilometern zwischen Heerlen und Voerendaal; für das Mannschaftsfahren war eine 25-Kilometer-Rundstrecke zwischen Heerlen und Roermond eingerichtet worden. Start und Ziel waren jeweils auf der Autobahn Heerlen–Eindhoven. Die Rennen waren an allen Tagen gut besucht, allein zum Profirennen kamen 150.000 Zuschauer.
Eine Besonderheit war der Sieg im Mannschaftszeitfahren über 100 Kilometer durch die vier schwedischen Brüder Petterson, bekannt als die „Fåglum-Brüder“, den sie in den folgenden beiden Jahren bei Weltmeisterschaften wiederholen konnten. Die Fachzeitschrift Radsport zeigte sich begeistert: „Die vier blonden Sportler werden gewiß als einmalige Erscheinung in die Geschichte […] eingehen. Daß ein Brüderpaar sich zu einer solchen Kampfmannschaft entwickelte und erfolgreich nach dem Lorbeer zu greifen vermochte, war bisher noch nicht da und wird es wohl auch in Zukunft nicht mehr geben.“ Die bundesdeutsche Straßenmannschaft von Trainer Otto Ziege, die in den zurückliegenden Jahren oft enttäuscht hatte, belegte Rang vier und damit den besten Platz bei einer WM bisher. Das DDR-Quartett wurde mit einem Rückstand von 5:35 Minuten auf die Schweden Achter. Insgesamt hatten sich 25 Mannschaften beteiligt.
Im Jahr der WM waren in der Bundesrepublik Deutschland vom Bund Deutscher Radfahrer auch Frauen im Rennsport zugelassen worden, daher waren bei diesen Weltmeisterschaften auch erstmals drei bundesdeutsche Fahrerinnen am Start. Monika Mrklas wurde als beste von ihnen 26.; sie war eigentlich Skilangläuferin und startete später zweimal in dieser Disziplin bei Olympischen Spielen. Beste Deutsche wurde Hannelore Mattig aus Ost-Berlin auf Rang 25. Der Radsport berichtete in diesem Jahr erstmals über das Rennen der Frauen (wenn auch ohne Foto) und den Sieg der „radelnden englischen Hausfrau“ Beryl Burton. Zu diesem Zeitpunkt hielt die „Hausfrau“ Burton zahlreiche nationale Titel sowie Rekorde, was ihr den Titel „British Best Allrounder“ eingetragen hatte, den sie 25 Jahre lang behalten konnte. 1967, im Jahr der WM, stellte sie einen Zwölf-Stunden-Rekord auf, der besser war als der der Männer.
Im Amateur-Einzelrennen der Männer, die 198,9 Kilometer zu bewältigen hatten, gingen 160 Aktive aus 31 Ländern an den Start. Bis zur letzten Runde gab es eine vierköpfige Spitzengruppe, zu der auch der DDR-Fahrer Klaus Ampler gehörte. Auf den letzten 13 Kilometern musste er seine drei Kontrahenten ziehen lassen und wurde am Ende als bester deutscher Fahrer 14. Mit einem Stundenmittel von 39,9 km/h wurde der 23-jährige Engländer Graham Webb nach einem Spurtsieg neuer Amateurweltmeister.
Bei den Profis, von denen 70 starteten und 45 ankamen, siegte erstmals Eddy Merckx, nachdem er schon 1964 Weltmeister bei den Amateuren geworden war. Er setzte sich mit einem Durchschnittstempo von 39,3 km/h als klarer Spurtsieger durch. Er war erst 22 Jahre alt und erhielt deshalb in der Presse den Beinamen „Baby-Merckx“. Bester Deutscher war Rolf Wolfshohl auf Platz 13, trotz eines Sturzes, nachdem sich eine herumfliegende Trinkflasche in den Speichen seines Rades verfangen hatte. Der fünftplatzierte Niederländer Jos van der Vleuten wurde nachträglich wegen eines Dopingvergehens disqualifiziert.
Im Vorfeld gab es erneut heftige Diskussionen über die Frage, ob die Hymne der DDR gespielt und deren Fahne gehisst werden solle. Der Verbandsvertreter aus der DDR pochte auf eine vermeintliche Zusage durch den niederländischen Verbandspräsidenten; die Regierung hingegen untersagte beides. Die Vertreter der DDR forderten gar eine Absage der WM, beugten sich aber schließlich, zumal es in einem Schreiben internationaler Sportverbände hieß, im Falle von Streitigkeiten in dieser Frage keine einzige Fahne zu hissen und auch keine Hymne zu spielen.
Während der WM wurden neben van der Vleuten weitere Dopingsünder entdeckt: Die Italiener Leandro Faggin und Giacomo Fornoni erhielten je 2000 Französische Francs Geldstrafe; der spanische Steher Guillermo Timoner musste die dreifache Summe entrichten, weil er nicht zu einer Doping-Kontrolle erschienen war. Die Belgierin Yvonne Reynders und der Schweizer Fredy Rüegg wurden disqualifiziert.

## Ergebnisse
| Platz | Land        | Athleten                                                           | Zeit (h)  |
| ----- | ----------- | ------------------------------------------------------------------ | --------- |
| 1     | Schweden    | Erik Pettersson/Gösta Pettersson/Sture Pettersson/Tomas Pettersson | 2:03:07 h |
| 2     | Dänemark    | Verner Blaudzun/Jørgen Emil Hansen/Leif Mortensen/Henning Petersen | 2:03:23 h |
| 3     | Italien     | Lorenzo Bosisio/Benito Pigato/Vittorio Marcelli/Flavio Martini     | 2:03:46 h |
| 4     | Deutschland | Martin Gombert/Dieter Leitner/Lutz Löschke/ Burkhard Ebert         | 2:06:51 h |
| 5     | Sowjetunion |                                                                    | 2:07:49 h |
| 6     | Frankreich  |                                                                    | 2:08:13 h |
| 7     | Polen       |                                                                    | 2:08:28 h |
| 8     | DDR         | Manfred Dähne/Dieter Grabe/ Günter Hoffmann/Axel Peschel           | 2:08:42 h |
| 9     | Schweiz     |                                                                    | 2:08:46 h |
| 10    | Rumänien    |                                                                    | 2:09:17 h |
| 0 …   |             |                                                                    |           |
| 25    | Mexiko      |                                                                    | 2:21:58 h |

| Platz | Athletin               | Land | Zeit       |
| ----- | ---------------------- | ---- | ---------- |
| 1     | Beryl Burton           | GBR  | 1:26:30 h  |
| 2     | Ljubow Sadoroschnaja   | URS  | + 1:47 min |
| 3     | Anna Konkina           | URS  | + 5:47 min |
| 4     | Galina Judina          | URS  | unbekannt  |
| 5     | Louisa Smits           | BEL  | unbekannt  |
| 6     | Svetlana Nikolajeva    | URS  | unbekannt  |
| 7     | Keetie van Oosten-Hage | NED  | unbekannt  |
| 8     | Elsy Jacobs            | LUX  | unbekannt  |
| 9     | Nadja Samoletova       | URS  | unbekannt  |
| 10    | Nicole Van Den Broeck  | BEL  | unbekannt  |
| 0 …   |                        |      |            |
| 25    | Hannelore Mattig       | GDR  | unbekannt  |
| 26    | Monika Mrklas          | GER  | unbekannt  |
| 32    | Gisela Grassmann       | GDR  | unbekannt  |
| 35    | Heidi Blobner          | GDR  | unbekannt  |
| 0 …   |                        |      |            |

| Platz | Athlet                | Land | Zeit              |
| ----- | --------------------- | ---- | ----------------- |
| 1     | Graham Webb           | GBR  | 4:58:43 h         |
| 2     | Claude Guyot          | FRA  | 4:58:43 h         |
| 3     | René Pijnen           | NED  | 4:58:43 h         |
| 4     | Jørgen Emil Hansen    | DEN  | alle gleiche Zeit |
| 5     | Curt Söderlund        | SWE  | alle gleiche Zeit |
| 6     | Gert Harings          | NED  | alle gleiche Zeit |
| 7     | Roger De Vlaeminck    | BEL  | alle gleiche Zeit |
| 8     | Giannino Bianco       | ITA  | alle gleiche Zeit |
| 9     | Jose Gomez-Lucas      | ESP  | alle gleiche Zeit |
| 10    | Jean-Pierre Monseré   | BEL  | alle gleiche Zeit |
| 11    | Giovanni Bramucci     | ITA  | alle gleiche Zeit |
| 12    | Constantino Conti     | ITA  | alle gleiche Zeit |
| 13    | Pavel Doležel         | TCH  | alle gleiche Zeit |
| 14    | Klaus Ampler          | GDR  | alle gleiche Zeit |
| 0 …   |                       |      |                   |
| 28    | Günter Hoffmann       | GDR  | + 5:48 min        |
| 33    | Siegfried Huster      | GDR  | + 6:43 min        |
| 51    | Karl-Heinz Kazmierzak | GDR  | + 6:43 min        |
| 52    | Bernd Knispel         | GDR  | + 6:43 min        |
| 0 …   |                       |      |                   |

| Platz | Athlet                | Land | Zeit              |
| ----- | --------------------- | ---- | ----------------- |
| 1     | Eddy Merckx           | BEL  | 6:44:42 h         |
| 2     | Jan Janssen           | NED  | gleiche Zeit      |
| 3     | Ramón Sáez            | ESP  | gleiche Zeit      |
| 4     | Gianni Motta          | ITA  | gleiche Zeit      |
| 5     | Jos van der Vleuten   | NED  | gleiche Zeit      |
| 6     | José Manuel Lasa      | ESP  | + 2:05 min        |
| 7     | Daniel Van Rijckeghem | BEL  | alle gleiche Zeit |
| 8     | Michele Dancelli      | ITA  | alle gleiche Zeit |
| 9     | Jos Boons             | BEL  | alle gleiche Zeit |
| 10    | Robert Hagmann        | SUI  | alle gleiche Zeit |
| 11    | Peter Post            | NED  | alle gleiche Zeit |
| 12    | André Foucher         | FRA  | alle gleiche Zeit |

| Platz | Athlet            | Land | Zeit              |
| ----- | ----------------- | ---- | ----------------- |
| 13    | Rolf Wolfshohl    | GER  | 8:03 min          |
| 14    | Rudi Altig        | GER  | 8:25 min          |
| 15    | Gerben Karstens   | NED  | alle gleiche Zeit |
| 16    | Marino Basso      | ITA  | alle gleiche Zeit |
| 17    | Harry Steevens    | NED  | alle gleiche Zeit |
| 18    | Raymond Riotte    | FRA  | alle gleiche Zeit |
| 19    | Paul Lemeteyer    | FRA  | alle gleiche Zeit |
| 20    | Jan Harings       | NED  | alle gleiche Zeit |
| 0 …   |                   |      |                   |
| 25    | Hennes Junkermann | GER  | + 2:05 min        |
| 45    | Herbert Wilde     | GER  | + 14:03 min       |